# Мануэлла, Тулага
Сэр Тулага Мануэлла (англ. Tulaga Manuella; род. 26 августа 1936) — пятый генерал-губернатор Тувалу с 26 июня 1994 по 26 июня 1998.

## Биография
По образованию — бухгалтер. Был старшим сотрудником государственной финансовой службы.
В 1984 году занимал пост секретаря Министерства финансов Тувалу.
Непосредственно перед назначением на пост генерал-губернатора был секретарём христианской церкви Тувалу, дополнительным секретарём Тихоокеанского совета Конгрегационалистской церкви.
Назначение на пост генерал-губернатора произошло по требованию премьер-министра Тувалу — Камута Латаси.
Был приведён к присяге в качестве генерал-губернатора Тувалу 26 июня 1994 года на срок до марта 1998 года.
Срок генерал-губернаторских полномочий истёк 26 июня 1998 года.

## Награды и звания
Был посвящён в рыцари в 1996 году.